# Ropalopus ruber
Ropalopus ruber är en skalbaggsart som beskrevs av J. Linsley Gressitt 1939. Ropalopus ruber ingår i släktet Ropalopus och familjen långhorningar. Inga underarter finns listade i Catalogue of Life.